# Карл Кніс
Карл Густав Адольф Кніс (нім. Karl Gustav Adolf Knies; 29 березня 1821[де?] — 03 серпня 1898, Гейдельберг[де?]) — німецький економіст, дослідник економічної історії, представник історичної школи в політекономії.

## Освіта та професії
В 1841—1845 роках навчався в Марбурзькому університеті. З 1852 вчитель кантональної школи в Шафхаузені. Пізніше став професором Марбурзького та Фрайбурзького університетів. Професор Марбурзького університету в період 1855—1860 років та Гейдельберзького університету — 1865—1896.
В 1821 році будучи у Фрейбурзі директором ради училища середніх і нижчих шкіл, Карл Кніс, як протестант, що не ладнав з панівним там католицьким духовенством. Поряд з недавно померлим В. Рошером, є найбільш видатним главою і засновником чистої історичної школи в політичній економії.

## Творчість
Найвидатнішим твором Кніса вважається його курс: «Politische Oekonomie vom Standpunkte der geschichtlichen Methode» (Брауншвейг, 1853; Під заголовком: «Pol. Oek. Vom geschichtl. Standpunkte», 1883). У цьому творі, як і в більшій частині інших, Кніс розглядає економічні явища як продукт історичного розвитку і як результат впливу різноманітних місцевих, національних та взагалі історичних умов, протиставляючи такий метод дослідження, як і раніше, абстрактно-дедуктивному. З інших творів К. «Geld und Kredit» (1873-79; Першої частини, 1885) і до теперішнього часу вважається одним з найкращих з питань грошового і кредитного обігу. Видаються ще: «Die Statistik als selbstständige Wissenschaft» (1850; нарис історії, теорії та практики статистики); "Die Eisenbahnen u. ihre Wirkungen "(1853); «Das Telegraph als Verkehrsmittel» (1857); "Weltgeld u. Weltmünze "(1875).

## Методологія досліджень
Кніс у своїх теоріях дотримувався позиції, що рівень економіки суспільства і теорія концепції, які показують стан суспільства є результатом певного розвитку. Тобто на даний момент-це перехідна фаза до наступного прогресу. Економічна теорія не може тлумачити про рівень розвитку тому, що категорії, якими вона орудує, мають місце в будь-якій господарській системі, але за різних угод відіграють різну роль. Ці категорії підсумовують тільки аналогії, а не певні закономірності. з огляду на те, що класична політекономія дотримується теорій, які протягом часу не змінюються, вона просто не може бути вірною.
Кніс критикує Рошера у його бачені об'єктивності законів та використання класичних методів у дослідженнях, а Гільдебранда — за перебільшення ролі чистої теорії. Але він солідаризується з ними щодо питань аналізу еволюції явища у його взаємозалежності і взаємозумовленості з іншими аспектами суспільного розвитку.

## Особливості економічних поглядів
Кніс наголошував на таких аспектах:
- не існує універсальних економічних законів, господарський розвиток кожної нації унікальний і неповторний;
- необхідно аналізувати господарську еволюцію народів у тісному взаємозв'язку з іншими аспектами їх суспільного буття — правом, мораллю, звичаями, національною ментальністю тощо;
- спостереження економічного розвитку роблять можливими емпіричні узагальнення та вплив на господарські явища і процеси засобами державної економічної політики, спрямованої на досягнення суспільно значущих цілей.
Кніс, як і його попередники, поділяв думку про можливість свідомо впливати на суспільні процеси, за умови, що генезис цих процесів добре відомий, а мета, заради якої здійснюватиметься цей вплив, є суспільнозначущою.

## Внесок у культуру
Вчення Карла Кніса набули фундаментального значення для ранньої американської економічної думки, так як деякі з її засновників вчилися під його керівництвом, наприклад, Джон Бейтс Кларк навчався з 1872 по 1875 рік у Цюріхському і Гейдельберзькому університетах, де він навчався у нього; Кларк керував дисертацією Френка Найта, який, в свою чергу, вплинув на Пола Самуельсона, який першим отримав медаль Джона Бейтса Кларка як кращий американський економіст по сорок років. Річард Т. Елі навчався у Найса і отримав докторський ступінь в 1879 році в Гейдельберзі.